# 칼 한저 출판사
칼 한저 출판사(Carl Hanser Verlag)는 1928년 독일 뮌헨에서 칼 한저가 설립한 출판사이다.